# Hans Girod
Hans Girod (* 1937) ist ein deutscher Jurist und Autor.

## Leben
Girod promovierte 1975 zum Dr. jur., 1983 habilitierte er sich. Bis 1994 war Girod Dozent für Spezielle Kriminalistik an der Humboldt-Universität in Berlin. Seine Arbeitsgebiete waren Sexual- und Gewaltdelikte, Identifizierung unbekannter Toter, interdisziplinäre Probleme der somatischen Rechtsmedizin und forensische Psychiatrie. Als Autor wurde er seitdem mit Büchern über spektakuläre Mordfälle aus der DDR bekannt.

## Werke
- Die kriminalistische Bearbeitung von Vermißtenfällen, Berlin (DDR) 1972.
- Tötungsdelikte mit Opferbeseitigung, Dissertation, Berlin (DDR) 1975.
- Aufdeckung und Aufklärung verschleierter Tötungsdelikte mit und ohne Opferbeseitigung, Identifizierungsaufgaben und Probleme der Gutachtenerstattung, Berlin (DDR) 1980.
- Theoretische und methodische Grundzüge der kriminalistischen Untersuchung verdächtiger Todesfälle, Habilitation, Berlin (DDR) 1983.
- Das Ekel von Rahnsdorf und andere Mordfälle aus der DDR, Berlin 1997, ISBN 3-359-00872-3.
- Leichensache Kollbeck und andere Selbstmordfälle aus der DDR, Berlin 2000, ISBN 3-426-77463-1.
- Der Kannibale – Ungewöhnliche Todesfälle aus der DDR, Berlin 2000, ISBN 3-426-77587-5.
- Blutspuren – Weitere ungewöhnliche Mordfälle aus der DDR, Berlin 2001, ISBN 3-426-77634-0.
- Der Kreuzworträtselmord und andere Kriminalfälle der DDR, Berlin 2004, ISBN 3-360-01240-2.
- Das Skelett im Wald – Unbekannte und vergessene Mordfälle aus der DDR, Berlin 2005, ISBN 3-360-01259-3.
- Der Würger von Plauen und weitere spektakuläre Mordfälle, München 2006, ISBN 978-3-426-77864-7.
- Der Polizistenmord von Gera und andere spektakuläre Gewaltverbrechen aus der DDR, Berlin 2008, ISBN 978-3-360-01945-5.
- Im Blutrausch. Spektakuläre Kriminalfälle, Das Neue Berlin, Berlin 2017, ISBN 978-3-360-01328-6.